# Zhanhua
Zhanhua, tidigare romaniserat Chanhwa, är ett stadsdistrikt i Binzhou i Shandong-provinsen i norra Kina.